# Всероссийский конкурс научно-инновационных проектов
Всероссийский конкурс научно-инновационных проектов — проводится среди старшеклассников и студентов начальных курсов профессиональных образовательных учреждений по тематике «наука и инновации».
Конкурс проводится компанией Siemens в России в рамках международной образовательной программы «Поколение21».
Первый конкурс был проведён в США в 1998 году. В 2006 году к реализации данного проекта присоединились немецкое и российское подразделения концерна.
Города проведения конкурса:
- ЦФО — Москва
- СЗФО — Санкт-Петербург
- ЮФО — Ростов-на-Дону
- ПФО — Нижний Новгород
- УрФО — Екатеринбург
- СФО — Новосибирск
- ДФО — Владивосток

Конкурс привлекает внимание российских школьников и учителей, а также средств массовой информации, органов государственной власти и широкой общественности. VII конкурс (период 2012—2013 годов) официально поддержало более 300 органов исполнительной власти, среди которых Федеральное агентство России по делам молодёжи и Министерство образования и науки РФ.